# Kepler-67
 (juin 2025).
Désignations
Kepler-67 est une naine jaune située dans la constellation du Cygne, à environ 1 131,19 parsecs de la Terre.

## Caractéristiques physiques
Cette étoile est de type spectral G9 V.
Sa température effective est d'environ 5331 K.
Sa masse est estimée à 0,86 fois celle du Soleil.
Son rayon est d'environ 0,78 fois celui du Soleil.
Sa luminosité est d'environ 0,42 fois celle du Soleil.

## Observation
Ses coordonnées célestes sont : ascension droite 19h 36m 36,80s, déclinaison +46° 09′ 59,03″.

## Système planétaire
| Planète     | Masse   | Demi-grand axe (ua) | Période orbitale (jours) | Excentricité | Inclinaison | Rayon   |
| ----------- | ------- | ------------------- | ------------------------ | ------------ | ----------- | ------- |
| Kepler-67 b | 0,03 MJ | 0,12                | 15,73                    | 0,000        | 89,78°      | 0,26 RJ |